# Yorick
Yorick é um personagem shakespeariano, citado pela primeira vez na Cena I do Quinto Ato da peça teatral Hamlet. 
Yorick é um falecido bobo da corte. Não são dadas informações biográficas sobre ele. Seria um personagem ligado à infância de Hamlet. Ao ver o crânio de Yorick, Hamlet fala sobre os efeitos da morte sobre o corpo.
"- Helás, pobre Yorick! Eu o conheci, Horácio, um companheiro de inúmeras brincadeiras, de notável fantasia, que carregou-me às costas umas mil vezes, e agora, quão abominável me parece! Causa-me um nó na garganta vê-lo agora. Aqui ficavam os lábios que beijei tantas vezes. Onde estão suas brincadeiras agora?" 

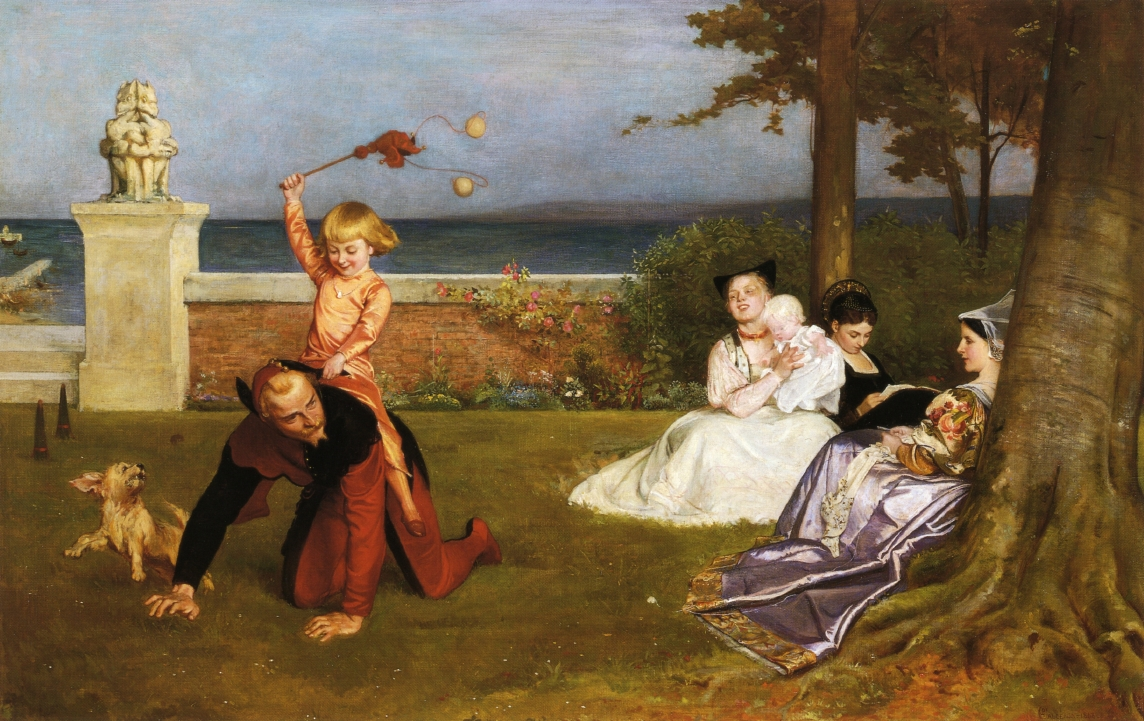
O jovem Hamlet (1868), de Philip H. Calderon, mostra Hamlet criança, montado nas costas de Yorick.

Possivelmente Shakespeare pretendia que seu público ligasse Yorick ao comediante elisabetano Richard Tarlton , uma estrela da fase pré-shakespeariana, falecido aproximadamente na mesma época.
O contraste entre Yorick, o companheiro de brincadeiras e a cruel visão dos seus restos mortais constitui uma variação sobre o tema da vaidade terrena, a transitoriedade da vida e a morte inevitável. 
No imaginário popular, o célebre monólogo de Hamlet "ser ou não ser", pronunciado na Cena I do Terceiro Ato, é frequentemente confundido com o momento em que Hamlet descobre o crânio de Yorick. Tal confusão deu origem a várias interpretações, nas quais o príncipe Hamlet segura um crânio na mão enquanto recita o monólogo. De fato, na peça, as duas cenas estão distantes.
O tema do Memento mori (literalmente: "Recorda-te que deves morrer") era comum na pintura europeia dos séculos XVI e XVII. A imagem de Hamlet meditando diante da caveira de Yorick tornou-se a mais popular expressão dessa idéia.

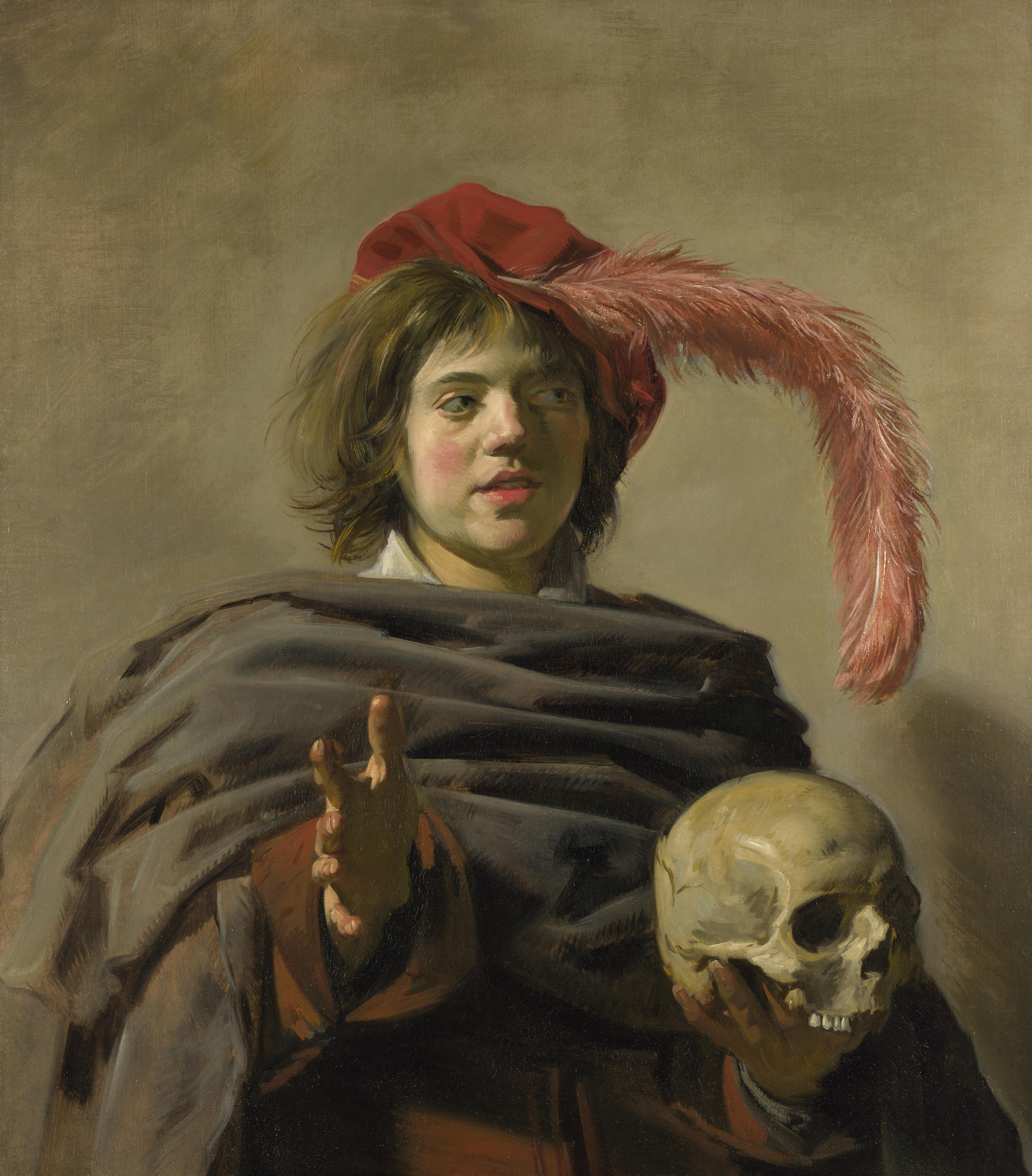
Jovem com uma caveira, por Frans Hals.